# Acer brachypterum
Acer brachypterum é uma espécie de árvore do gênero Acer, pertencente à família Aceraceae.